# Integració de Verlet
La integració de Verlet o algorisme de Verlet és un procediment per la integració numèrica d'equacions diferencials ordinàries de segon grau amb valors inicials coneguts (problema de Cauchy), i és la base d'un conjunt d'algorismes d'integració de forces. És particularment útil en situacions on l'expressió de la segona derivada només és funció de les variables, i no de la primera derivada. Aquest és el cas de molts problemes de dinàmica newtoniana, motiu pel qual s'utilitza sovint en astronomia i mecànica molecular.

## Descripció de l'algorisme

### Mètode simple: càlcul de la x pròxima
La integració de Verlet és essencialment una solució a l'equació de moviment de qualsevol objecte:
{\displaystyle x=x_{0}+v_{0}t+{\frac {1}{2}}at^{2}+{\frac {1}{6}}bt^{3}+\cdots }
on x és la posició, v és la velocitat, a és l'acceleració, b és la sobreacceleració, i t és el temps.
Suposem que volem resoldre x pel pas de temps següent; {\displaystyle x(t+\Delta t)}. Utilitzant la Sèrie de Taylor obtenim:
{\displaystyle x(t+\Delta t)=x(t)+v(t)\Delta t+{\frac {1}{2}}a(t)\Delta t^{2}+{\frac {1}{6}}b(t)\Delta t^{3}+{\mathcal {O}}(\Delta t^{4})}
Això significa que per trobar la pròxima x necessitem els valors actuals de x, v, a i b. Com que sovint no es calcula la sobreacceleració, tenim un error {\displaystyle {\mathcal {O}}(\Delta t^{3})}. Tot i això podem reduir aquest error significativament calculant la x anterior, és a dir {\displaystyle x(t-\Delta t)}, de manera similar:
{\displaystyle x(t-\Delta t)=x(t)-v(t)\Delta t+{\frac {1}{2}}a(t)\Delta t^{2}-{\frac {1}{6}}b(t)\Delta t^{3}+{\mathcal {O}}(\Delta t^{4})}
D'aquesta manera ara tenim dues equacions per calcular x en temps diferents, una de les quals ja tenim, per tant podem combinar-les per obtenir la pròxima x de forma acurada, amb un error de només {\displaystyle {\mathcal {O}}(\Delta t^{4})}:
{\displaystyle x(t+\Delta t)=2x(t)-x(t-\Delta t)+a(t)\Delta t^{2}+{\mathcal {O}}(\Delta t^{4})}
Ara bé, aquesta darrera equació té la particularitat de que no utilitza la velocitat, i en alguns casos podem necessitar-la, per exemple si volem calcular l'energia cinètica. En aquest cas podem calcular-la a part amb una variació de la fórmula.

### Mètode de Störmer-Verlet
Utilitzem la funció principal per calcular la velocitat {\displaystyle v={\frac {\Delta x}{\Delta t}}} amb un error de {\displaystyle {\mathcal {O}}(\Delta t^{2})}. De manera similar podem calcular la velocitat pròxima amb un error de {\displaystyle {\mathcal {O}}(\Delta t)}.
{\displaystyle v(t)={\frac {x(t+\Delta t)-x(t-\Delta t)}{2\Delta t}}+{\mathcal {O}}(\Delta t^{2})}
{\displaystyle v(t+\Delta t)={\frac {x(t+\Delta t)-x(t)}{\Delta t}}+{\mathcal {O}}(\Delta t)}
Tot i això, si necessitem la velocitat per calcular {\displaystyle {\Delta t}} no podem fer servir aquesta aproximació, en aquest cas ens cal utilitzar l'algorisme de velocitat de Verlet.

### Algorisme de velocitat de Verlet
S'utilitza l'equació de moviment per resoldre la x, v i a posteriors directament.
{\displaystyle {\begin{aligned}x(t+\Delta t)&=x(t)+v(t)\Delta t+{\frac {1}{2}}a(t)\Delta t^{2}\\a(t+\Delta t)&=f(x(t+\Delta t))\\v(t+\Delta t)&=v(t)+{\frac {1}{2}}(a(t)+a(t+\Delta t))\Delta t\end{aligned}}}
Tot i que aquest mètode s'utilitza més que el mètode simple de Verlet, té un error molt alt, concretament {\displaystyle {\mathcal {O}}(\Delta t^{2})}. Per aquest motiu, si es vol crear una simulació on molts cossos depenen els uns dels altres cal utilitzar altres mètodes que redueixin la complexitat del sistema, per exemple la simulació de Barnes–Hut.